# Ігумново (Верховазький район)
Ігу́мново (рос. Игумново) — присілок у складі Верховазького району Вологодської області, Росія. Входить до складу Нижньо-Вазького сільського поселення.

## Населення
Населення — 11 осіб (2010; 0 у 2002).